# Liste der Monuments historiques in Abbeville
Die Liste der Monuments historiques in Abbeville führt die Monuments historiques in der französischen Stadt Abbeville auf.

## Liste der Bauwerke
| Bezeichnung                                      | Beschreibung | Standort                                           | Kennzeichnung | Schutzstatus | Datum | Bild           |
| ------------------------------------------------ | ------------ | -------------------------------------------------- | ------------- | ------------ | ----- | -------------- |
| Abtei Notre-Dame de Willencourt                  |              | 86, chaussée Marcadé (Lage)                        | PA80000008    | Inscrit      | 1998  |                |
| Bains-douches d’Abbeville                        | Volksbad     | Rue Jules-Magnier (Lage)                           | PA80000038    | Inscrit      | 2003  | weitere Bilder |
| Steinbruch Carpentier                            |              | Route de Boullens (Lage)                           | PA00116013    | Classé       | 1983  |                |
| Steinbruch Menchecourt                           |              | Rue de Haut (Lage)                                 | PA00116014    | Classé       | 1983  |                |
| Ehemaliges Ursulinenkloster                      |              | Chaussée du Bois (Lage)                            | PA00116015    | Inscrit      | 1926  | weitere Bilder |
| Kirche St-Sépulcre                               |              | Rue du Saint-Sépulcre (Lage)                       | PA00116018    | Classé       | 1907  | weitere Bilder |
| Kirche St-Gilles                                 |              | Rue Saint-Gilles (Lage)                            | PA00116016    | Inscrit      | 1926  | weitere Bilder |
| Glockenturm der Kirche Notre-Dame-de-la-Chapelle |              | 22, Grande Rue de Thuison (Lage)                   | PA00116017    | Classé       | 1910  |                |
| Stiftskirche Sankt Wulfram                       |              | Parvis Saint-Vulfran (Lage)                        | PA00116019    | Classé       | 1840  | weitere Bilder |
| Bahnhof                                          |              | Place de la Gare (Lage)                            | PA00116020    | Inscrit      | 1984  | weitere Bilder |
| Hôtel                                            |              | 62, rue du Maréchal-Foch (Lage)                    | PA00116024    | Inscrit      | 1954  |                |
| Hôtel de Buigny                                  |              | 29, place Georges Clemenceau (Lage)                | PA00116021    | Inscrit      | 1933  |                |
| Hôtel de Rambures                                |              | 76, rue du Maréchal-Foch (Lage)                    | PA00116022    | Inscrit      | 1977  |                |
| Beffroi                                          |              | (Lage)                                             | PA00116023    | Inscrit      | 1926  | weitere Bilder |
| Gebäude                                          |              | 21, rue Saint-Gilles (Lage)                        | PA00116026    | Classé       | 1924  |                |
| Gebäude                                          |              | 26, rue Lesueur (Lage)                             | PA00116025    | Classé       | 1928  |                |
| Haus                                             |              | 15, rue des Capucins/rue des Teinturiers (Lage)    | PA00116027    | Inscrit      | 1926  | weitere Bilder |
| Haus                                             |              | 22, rue des Carmes (Lage)                          | PA00116028    | Inscrit      | 1974  |                |
| Maison des Arondelles                            |              | 1, place Georges Clemenceau Place du Pilori (Lage) | PA00116029    | Inscrit      | 1974  |                |
| Haus                                             |              | 82, chaussée d’Hocquet (Lage)                      | PA00116030    | Inscrit      | 1974  |                |
| Haus                                             |              | 2, 4 chaussée Marcadé/rue aux Pareurs (Lage)       | PA00116031    | Inscrit      | 1974  | weitere Bilder |
| Schloss Bagatelle                                |              | 111, route de Paris (Lage)                         | PA00116032    | Inscrit      | 1926  | weitere Bilder |
| Haus                                             |              | 1, 3 rue Pierre-Sauvage rue de l’Eauwette (Lage)   | PA00116033    | Inscrit      | 1974  |                |
| Haus                                             |              | 4, rue du Pont-de-Boulogne (Lage)                  | PA00116034    | Inscrit      | 1974  |                |
| Haus                                             |              | 9, rue du Pont-de-Boulogne (Lage)                  | PA00116035    | Inscrit      | 1963  |                |
| Manufaktur Rames                                 |              | 272, 274 chaussée d’Hocquet (Lage)                 | PA00116036    | Classé       | 1984  |                |
| Priorat St-Pierre und St-Paul                    |              | 22, place Georges Clemenceau (Lage)                | PA80000005    | Inscrit      | 1993  | weitere Bilder |
| Theater                                          |              | Boulevard Vauban (Lage)                            | PA80000039    | Inscrit      | 2003  |                |

## Liste der Objekte
- Monuments historiques (Objekte) in Abbeville in der Base Palissy des französischen Kultusministeriums